# بيريميثامين
البيريميثامين Pyrimethamine هو من مُضادَّاتِ الملاريا.
• يُعطى الدَّواءُ للوقاية من الملاريا كما يلي:
- للأطفال بمقدار 0.5 ملغ/كغ/اليوم مرَّةً في الأسبوع (الجرعة القصوى 25 ملغ/الجرعة).
- كما يُعطى للأطفال بعمر أكثر من 10 سنوات وللبالغين بمقدار 25 ملغ مرَّةً في الأسبوع.
- كما يُعطى في حالاتٍ أخرى وبجرعاتٍ مختلفَة حسب توصياتِ الطَّبيب.